# 徐善祥
徐善祥（1882年—1969年），男，中國上海市人，畢業於私立上海聖約翰大學，後赴美留學，入耶魯大學。1910年歸國，歷任私立吳淞中國公學教務長、商務印書館理化編輯員、私立長沙雅禮大學化學主任教授。1924年，再赴美國，入哥倫比亞大學專攻化學。1925年，獲化學工業博士學位。1927年，任國立南京第四中山大學化學主任教授。1928年，任國民政府工商部技正、兼工業司代理司長。1929年，任技監兼技術部主任。1930年，任實業部技監。1931年辭職，在上海從事實業活動，任物品交易所監督、化學公司工程師、商務印書館常務董事。1953年，任上海市文史館館員。1969年逝世。

## 生平
1898年附貢生，1904年畢業於聖約翰大學，任南洋中學敎習兩年，1906年游美入耶魯大學，1909年畢業得理學士學位，經專研　Pyrimidine　化學一年後，1910年始回國就中國公學敎務長，1911至13年編著中英文之科學敎科書（商務出版），1914年至15年任北京財政部泉幣司化學技師，1916年任長沙雅禮大學化學系主任並曾請假游美繼續研究桐油及生漆，1925年得哥倫比亞大學化學工程科博士學位，1927年任南京中央大學敎授，1928年任國民政府工商部技正兼攝工業司事宜並規劃統一度量衡制及工業標準，1929年升任該部技監兼任中央工業試驗所所長，1930年工商部與農礦部合併改為實業部仍任技監，1930至33年籌設各種試驗工廠以振興化學工業先後計劃造紙廠酒精廠製糖廠等，1934春辭職第三次赴美調查淡氣固定法及世界淡氣工業以為中國自造肥料之準備，回國後任建華化學工業公司協理兼代理，紐約化學建設公司。
氏次第在國內設計及建成大規模之化學工廠數起，其最著者如在六合之永利公司之硫酸錏廠及廣州之各化學廠，1937年環遊世界調查德英各國化學工業。
發展，其後家居著述。
1953年，任上海市文史館館員。1969年逝世。
徐善祥著有「中國油漆之研究」「定性分析化學」「英漢化學新字典」等書。